# Macropharyngodon choati
Macropharyngodon choati är en fiskart som beskrevs av Randall, 1978. Macropharyngodon choati ingår i släktet Macropharyngodon och familjen läppfiskar. IUCN kategoriserar arten globalt som livskraftig. Inga underarter finns listade i Catalogue of Life.